# Остаточна розплата
Остаточна розплата (англ. Final Payback) — американський бойовик.

## Сюжет
Ризикована інтрига з дружиною боса в одночас перетворює на кошмар життя колишнього поліцейського Джої Рендалла. Джої знаходить свою коханку мертвою. Він не пам'ятає, що з ним було, у нього немає алібі, і тільки смутні підозри підказують досвідченому детективові, що він став пішаком у брудній грі важливих персон. У вихорі стрімких погонь і ураганних перестрілок Джої чинить опір лиходіям, але він знає, що зможе вижити, тільки якщо знайде справжніх убивць і викриє їхні плани.

## У ролях
- Річард Греко — Джої Рендалл
- Мартін Коув — капітан Пітер Джеймс
- Джон Сексон — начальник поліції Джордж Морено
- Лаура Херрінг — Джина Каррільо
- Корбін Бернсен — Мер Річардсон
- Прісцілла Барнс — Шарон Морено
- Шеррі Роуз — Таня
- Майкл Боуен — Стів Галахер
- Мануель Санчез — Рівас
- Девід «Шарк» Фралік — офіцер Сміт
- Анджело Алес — Сальваторе де Понзо
- Стів Нейв — клерк
- Жанетт О'Коннер — Мері
- Меттью Фонда — адвокат
- Алекс Баллар — лейтенант Джонсон
- Дорін Калдерон — Дора
- Тімоті Патрік Кавано — убивця
- Тіко Веллс — дилер
- Анджеліка Камачо — Анджеліка
- Деніел Камачо — дитина у тренажерному залі 2
- Жасмін Камачо — дитина у тренажерному залі 1